# スコリナ (小惑星)
スコリナ (3283 Skorina) は小惑星帯にある小惑星。ニコライ・チェルヌイフがクリミア天体物理天文台で発見した。
ベラルーシ人の医師、学者であり、印刷技術者でもあったフランツィスク・スカリナ（ベラルーシ語：Францыск Скарына、ロシア語：Франци́ск Скори́на、ラテン文字表記：Francysk Skaryna、Frantsisk Skorina など、1485年 - 1540年 または 1490年 - 1551年）に因んで名付けられた。